# (517) Эдит
(517) Эдит (лат. Edith) — астероид главного пояса, который принадлежит к спектральному классу X. Он был открыт 22 сентября 1903 года американским астрономом Раймондом Дуганом в обсерватории Хайдельберг-Кёнигштуль. Получил название в честь сестры первооткрывателя, Эдит Дуган Эвелит.

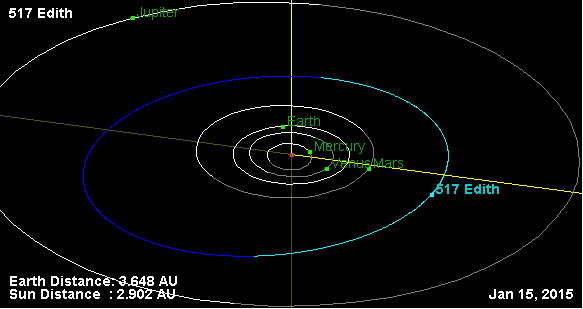
Орбита астероида Эдит и его положение в Солнечной системе

Тиссеранов параметр относительно Юпитера — 3,179.